# 강담돔
강담돔(학명: Oplegnathus punctatus)은 검정우럭목 돌돔과에 속하는 대형 육식 물고기이다. 식용이나 낚시 대상으로 인기가 많다. 북서 태평양의 열대·아열대 지역에 분포한다.